# 手取溫泉站
手取溫泉站（日语：／ Tedorionsen eki */?）是位於石川縣白山市上野町，北陸鐵道金名線的鐵路車站（廢站）。

## 概要
在開設此站當初曾名為上野站（日语：／）。由於附近設有手取溫泉和手取遊園（後述），因此會有許多溫泉客和親子客到訪。此站站舍的設計是西洋風。
在1984年，一日平均上下車人次為254人，為金名線最多人使用的車站。

## 歷史
- 1926年（大正15年）2月1日：金名鐵道開設上野站[2]。
- 1943年（昭和18年）10月13日：金名鐵道合併為北陸鐵道，成為北陸鐵道金名線車站。
- 1953年（昭和28年）：手取溫泉開放使用。
- 1955年（昭和30年）8月15日：車站改名為手取遊園站（日语：／）[2]。
- 1955年（昭和30年）9月15日：手取遊園開幕。
- 1965年（昭和40年，日期不詳）：改名為手取溫泉站[2]。
- 1970年（昭和45年）3月31日：手取遊園結業。
- 1983年（昭和58年）10月31日：由於暴雨，使大日川橋樑橋腳周邊的基岩倒塌，大日川站至白山下之間暫停營業，此站也暫停營業。
- 1984年（昭和59年）
  - 3月11日：暫停的路段重開，此站重開。
  - 12月12日：由於手取川橋樑（日语：金名橋）處於一個危險狀態。當天起加賀一之宮至白山下之間的金名線全線暫停營業，此站也暫停營業。
- 1987年（昭和62年）4月29日：金名線在沒有重開情況下全線廢除，此站也被廢除[2]。

## 車站周邊

### 手取溫泉
傳說在天正年間，鳥越城主喜愛該處的溫泉。在1950年（昭和25年），鳥越、河內和吉野谷3村內的有志者開始進行開發，並於1953年開始進行試掘。
手取溫泉的泉質是含石膏芒硝泉。泉溫由於只有23.5度，因此需要增加溫度。
隨著手取遊園開幕，溫泉客有所增加。在1957年（昭和32年），此溫泉以及中宮溫泉和岩間溫泉，均成為「白山溫泉鄉」的一部分。當時發起了國民保養溫泉地的運動，在1961年被厚生省指定為國民保養溫泉地。
當時在溫泉地內有三間旅館，其中一間是村營國民宿舍「手取溫泉中心·城山閣」。現時只剩下「Bird Humming鳥越」還在營業。

### 手取遊園
手取遊園是為了增加北陸鐵道金名線客量而建設的遊樂場。由於在冬季會有降雪，因此營業期間只限4月至11月。另外有一些人會稱呼該處為「手取遊園地」，但是這個叫法是錯誤的。
手取遊園在1955年（昭和30年）9月15日開幕。園內有一座名為「有趣的科學車輛」的大型遊樂設備十分受歡迎。但是在開業以來，一直沒有擴充和改善設施。在踏入昭和30年代，金澤等地方也出現了類似的遊樂場，使手取遊園經營轉差。在1965年（昭和40年），北陸交通收購手取遊園並繼續營業。後來由於遊客開始使用汽車到訪，使收入銳減，經營狀況開始惡化，最後在1971年（昭和45年）3月31日結業。
遺址在1992年建設了村營溫泉度假設施「Bird Humming鳥越」。
園內主要遊樂設施
- 兒童電車「探險號」…電力機車牽引3架客車，載客量40人、一周長220米。
- Moon Rocket…四枚火箭繞著直徑7公尺的月球高速旅轉。
- 摩天輪…高10米的摩天輪，遊客可看見手取峽谷景觀。
- Earthwave…1957年設置。直徑為10米的球形機動遊戲。在1分鐘旋轉5次，1次上下搖動4次。

## 相鄰車站
北陸鐵道
金名線
下野－手取溫泉－釜清水

## 注腳

## 相關項目
- 日本鐵路車站列表 Te